# Catalunya (Buenos Aires)
Catalunya fou el nom d'una revista mensual fundada el 1930 a Buenos Aires pel casal català com a successora de Catalonia (1927-1929). Fou dirigida en els primers anys per Lluís Macaya i Sanfeliu (1930-1933), Ramon Canals (1934 - 1936), Ramon Girona i Ribera (1936-46) i Joan Merli i Pahissa (1946-1947),
Fou suspesa temporalment però reaparegué el 1953, sota la direcció de Joan Rocamora i patrocinada per Ramon Escarrà, Jaume Vachier, Josep Santaló, Joan Cuatrecasas i Arumí i Josep Rovira i Armengol, militant d'Acció Catalana i ex consol a Marsella. Va tenir una època d'esplendor quan hi col·laboraren importants personalitats de l'exili català com Josep Maria Batista i Roca, Vicenç Guarner, Josep Trueta, Pau Casals, Manuel Serra i Moret, Lluís Nicolau d'Olwer, Domènec Guansé. El 1956 publicà la important obra col·lectiva Llibre blanc de Catalunya. El 1964 deixà d'editar-se.